# Max Mecías
Max Mecías (Esmeraldas, Esmeraldas, Ecuador, 7 de enero de 1969). es un exfutbolista ecuatoriano. Jugaba de delantero, es el goleador histórico del Olmedo.

## Clubes
| Club                   | País    | Año         |
| ---------------------- | ------- | ----------- |
| Olmedo                 | Ecuador | 1990 - 1999 |
| Liga de Quito          | Ecuador | 2000        |
| Olmedo                 | Ecuador | 2001 - 2002 |
| Técnico Universitario  | Ecuador | 2003        |
| Liga de Portoviejo     | Ecuador | 2004        |
| Atlético Universitario | Ecuador | 2006-2007   |

## Palmarés

### Campeonatos nacionales
| Título             | Club   | País    | Año  |
| ------------------ | ------ | ------- | ---- |
| Segunda Categoría  | Olmedo | Ecuador | 1993 |
| Serie B de Ecuador | Olmedo | Ecuador | 1994 |

### Distinciones individuales
| Distinción                        | Año  |
| --------------------------------- | ---- |
| Goleador de la Serie B de Ecuador | 1994 |